# Resolución 1538 del Consejo de Seguridad de las Naciones Unidas
La resolución 1538 del Consejo de Seguridad de las Naciones Unidas, adoptada por unanimidad el 21 de abril de 2004, tras expresar preocupación por la administración y gestión del Programa Petróleo por Alimentos en el Iraq, el Consejo ordenó una investigación para indagar el asunto. 
El Consejo de Seguridad expresó su disposición a que se investiguen las acusaciones de que el gobierno iraquí había evadido las disposiciones de la Resolución 661 (1990) mediante sobornos, comisiones ilegales, recargos en las ventas de petróleo y pagos ilícitos en relación con la compra de bienes humanitarios.  Además, hubo informes en los medios de comunicación acerca de que se habían producido casos de corrupción y fraude durante la gestión y administración del Programa, establecido en la Resolución 986 (1995). Las acusaciones aparecieron por primera vez en enero de 2004 en el periódico iraquí Al Mada, que afirmaba que 270 exfuncionarios gubernamentales, activistas y periodistas de 46 países se habían beneficiado del Programa.  El Consejo reafirmó que las actividades ilegales llevadas a cabo por cualquier representante de las Naciones Unidas eran inaceptables.
La resolución acogió con satisfacción el establecimiento de una investigación independiente de alto nivel sobre el asunto por parte del secretario general Kofi Annan y destacó la necesidad de que la Autoridad Provisional de la Coalición, los funcionarios y el personal de las Naciones Unidas, el Iraq y todos los Estados miembros cooperaran plenamente con la investigación.  